# Dilan Gwyn
Dilan Gwyn (Estocolm, 4 de juny de 1994) és una actriu sueca. Filla del poeta kurd Orhan Kotan, és coneguda sobretot pel seu paper de Willa Frost a la sèrie Beyond. Més recentment ha interpretat a Zara, una combatent iazidita, a Sœurs d'armes, una pel·lícula de l'escriptora i realitzadora Caroline Fourest, estrenada a l'octubre del 2019.

## Filmografia
| Any  | Títol                                | Personatge    | Notes |
| ---- | ------------------------------------ | ------------- | ----- |
| 2007 | Workshopen                           |               |       |
| 2008 | Angels in the Snow (suec: Snöänglar) | La amiga      |       |
| 2011 | The Delivery                         | Young Ruth    |       |
| 2011 | Black Coffee                         | Vanessa       |       |
| 2012 | Shoo Bre                             | Zeynep        |       |
| 2012 | Plastic Films                        | Erica         |       |
| 2014 | Dracula Untold                       | Governess     |       |
| 2015 | K7                                   | Marian        |       |
| 2015 | Là où Atilla passe                   | Asya          |       |
| 2018 | The Convent                          | Alice Langley |       |
| 2018 | Lyckligare kan ingen vara            | Ebba          |       |
| 2019 | Sisters in Arms                      | Zara          |       |
| 2020 | A la casa del costat                 | Shirin        | [ 2 ] |